# 平原博物院

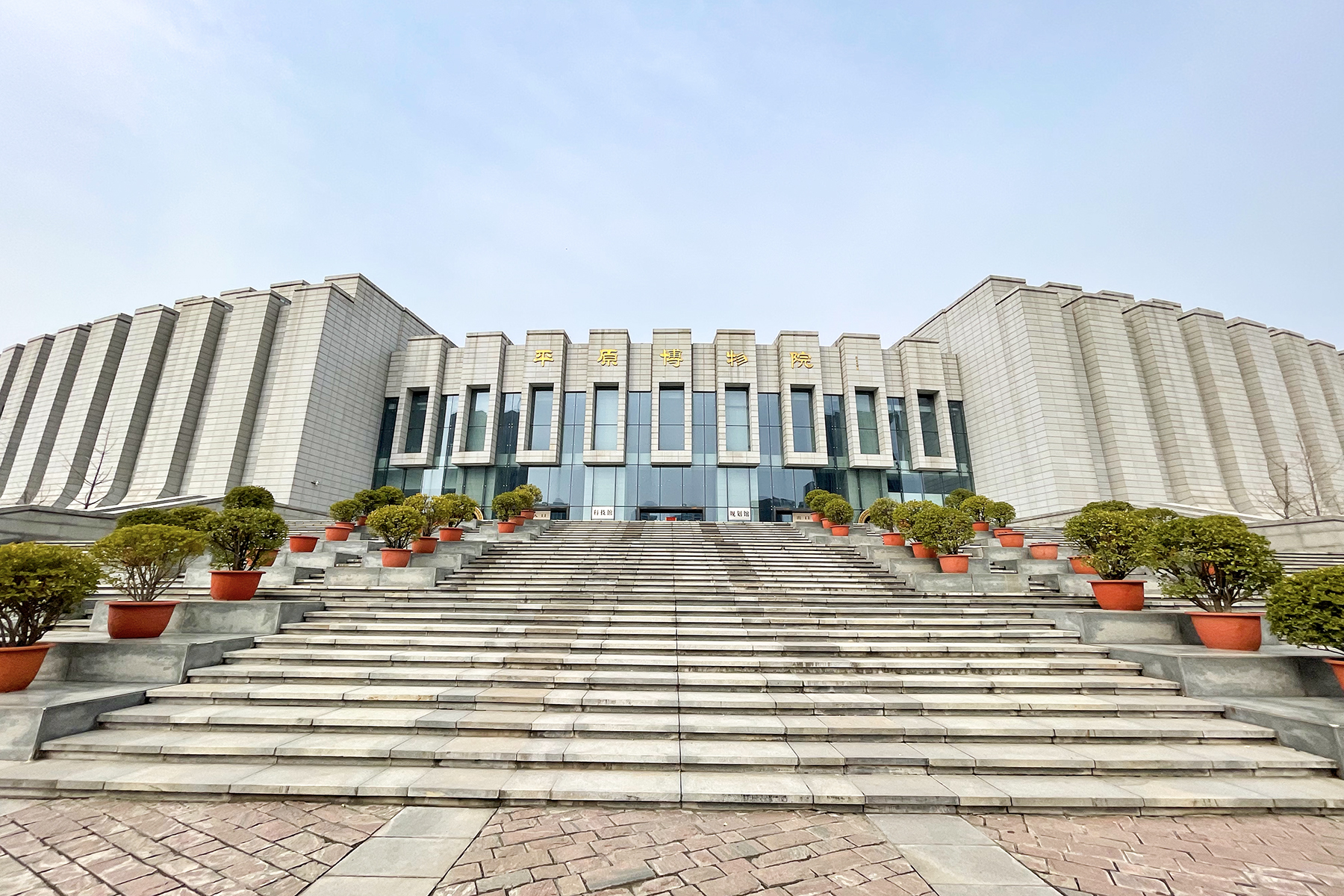
平原博物院大楼

平原博物院，坐落于中华人民共和国河南省新乡市，是一栋集博物馆、档案馆、史志馆、城建档案馆于一体的综合性建筑。

## 建造经过
2005年8月24日，新乡市人民政府办公室将新乡市发展和改革委员会起草的《关于全市“十一五”规划编制程序和方法的若干意见》转发新乡市各县区政府及市人民政府各部门，其中提到由新乡市文化局负责“以平原省省会的文物为基础申报平原博物院项目研究”。
2007年6月2日，新乡市举办平原博物院开工建设典礼，河南省档案局、建设厅、文物局领导，新乡市领导出席奠基仪式。平原博物院位于人民东路路南，路北侧为新乡市政府行政办公大楼。博物院建筑总面积5万余平方米，地上分为三层，设17个文物展厅，6个档案展厅，计划建设工期约为20个月。
2008年4月24日，市财政局局长熊西庆在《关于新乡市2007年财政预算执行情况和2008年财政预算（草案）的报告》中提到2008年财政预算中平原博物院建设支出为15280万元，列文化体育与传媒支出科目。2007年6月1日挂牌的新乡市公共资源交易中心负责编制平原博物院、青少年活动中心项目的招标文件，并组织、监督开标、评标活动，截至2008年9月仅已完成招标项目部分便累计节约资金40%以上。
2008年10月，新乡市长李庆贵在全市建市60周年纪念活动中提及该馆，称“平原博物院项目要力争建市60周年投用”，也就是计划在2009年投用。2008年，全市文化体育与传媒支出中含拨付博物院建设1.5亿元。
2010年2月1日，李庆贵在新乡市第十一届人民代表大会第二次会议上作2010年政府工作报告，报告提到该市将加快建设平原博物院等大型公共服务项目，计划“五·一”前投入使用。2010年7月19日，中国共产党新乡市委员会书记吴天君一行曾到平原博物院施工现场了解工程进展情况。
2009年5月7日，平原博物院顺利开馆，新乡市副市长贾全明致博物院开馆词。

## 设计布局
平原博物院规划总用地面积7.5公顷，总建筑面积为51598.7平方米。平原博物院大楼地上分为三层，为框架剪力墙结构，地上高度为24米。大楼一层为库房、技术用房及设备电气用房；二层和三层为展览空间和办公用房，设文物展厅17个，档案展厅6个。
平原博物院建筑以“华夏之光”、“历史年轮”、“太行山势”为设计理念。建筑主体沿规划道路呈弧形展开，内部设计以人为本、服务公众、传承文化、展示形象，追求参观流线清晰、便捷，功能分区合理、明确，空间形态完整、丰富。

## 承建单位
平原博物院主体建筑由安阳建工（集团）有限责任公司承建，2007年11月6日在新乡市科技文化广场举行奠基开工仪式，规划总用地面积7.5公顷，总建筑面积51598.7平方米，投资规模近2个亿。
平原博物院景观连廊工程由河南恒通建设集团承建，2008年11月开工。

## 入驻单位
| 入驻单位         | 说明                                                                               | 信息来源      |
| ---------------- | ---------------------------------------------------------------------------------- | ------------- |
| 新乡市博物馆     | 占用建筑面积3.3万平方米，展厅面积2.5万平方米，2011年11月20日对外开放               | [ 15 ] [ 16 ] |
| 新乡市档案馆     | 位于大楼东侧，占用建筑面积1.8万平方米，其中档案库房面积约1万平方米，2010年投入使用 | [ 17 ]        |
| 新乡市史志馆     | 位于东四楼，2011年11月对外开放                                                     | [ 18 ]        |
| 新乡市城建档案馆 |                                                                                    | [ 19 ]        |